# Vaterlandschaften
Vaterlandschaften ist ein Dokumentar-Kinofilm von Peter Kees. Die Premiere war am 3. März 2016 im Kino Babylon in Berlin-Mitte. Außer mehrfach in Berlin wurde der Film u. a. auch in München, Bamberg, Wiesbaden, Köln, Trier, Weimar und Wolfsburg gezeigt, häufig in Anwesenheit des Regisseurs. Bei einigen Vorstellungen gab es eine anschließende Podiumsdiskussion mit u. a. Familienrichtern, Sozialpädagogen, Rechtsanwälten und Mediatoren.

## Handlung
Peter Kees und seine Partnerin trennen sich drei Monate vor der Geburt ihrer Tochter. Der Kontakt zur Mutter und dem zukünftigen Kind bricht ab. Der Regisseur, Kameramann und Hauptdarsteller in Personalunion filmt sich selbst beim Arbeiten, in der Freizeit und bei der Vorbereitung auf die Geburt des Kindes im Frühjahr 2013. Von der Geburt selbst erfährt er erst verspätet. Im Anschluss dokumentiert er drei Jahre lang, wie er versucht, sich seiner Tochter zu nähern. Anfangs erfolglos, erhält er später ein beaufsichtigtes Umgangsrecht und per Gerichtsbeschluss einige Besuchstage. Um die Kontaktlosigkeit zu verarbeiten und die für das Kind vaterlose Zeit zu dokumentieren, schreibt Kees Briefe an seine Tochter, die er für die Zukunft archiviert.

## Hintergrund
Der Film thematisiert die Problematik der Rechtsstellung von Vätern in Deutschland aus deren Sicht. Hierbei kommt insbesondere das fehlende Umgangsrecht für Väter bei erfolgtem Kindesentzug durch die Mutter zur Sprache, da das Sorgerecht fast immer der Mutter zugesprochen wird.
Dieser sehr persönliche und intime Film zeigt die Verarbeitung des Problems als unmittelbar betroffener Vater in ungewohnt künstlerischer Form. Auf Schuldzuweisungen und Verurteilungen wird verzichtet. In einigen Kinos, in denen der Film vorgeführt wurde, ergab sich bei der anschließenden Diskussion ein reger Austausch mit ebenfalls betroffenen Vätern.